# Emídio Guerreiro
Emídio Guerreiro (ur. 6 września 1899 w Guimarães, zm. 29 czerwca 2005 tamże) – portugalski polityk. 

## Życiorys
Wieloletni uczestnik ruchu opozycyjnego wobec dyktatury Antonio Salazara. Spędził kilkadziesiąt lat na emigracji we Francji. Był jednym z założycieli opozycyjnej organizacji LUAR (Liga na Rzecz Rewolucyjnej Jedności i Działania). Po rewolucji goździków (kwiecień 1974) zasiadał w kierownictwie Ludowej Partii Demokratycznej (PPD), m.in. w 1975 pełnił funkcję sekretarza generalnego (w 1976 partia przekształciła się w Partię Socjaldemokratyczną).